# USPEER
USPEER (koreanisch 유스피어) ist eine südkoreanische Girlgroup der fünften K-Pop-Generation, die 2023 von WM Entertainment gegründet wurde. USPEER besteht aus sieben Mitgliedern: YeoWon, SoEe, SiAn, SeoYu, DaOn, ChaeNa und Roa. Die Girlgroup debütierte am 4. Juni 2025 mit dem Single-Album SPEED ZONE.

## Geschichte

### Aktivitäten vor dem Debüt
Am 19. Juli 2023 gab RBW, die Muttergesellschaft von WM Entertainment, bekannt, dass die Gründung einer neuen Girlgroup mit sechs bis sieben Mitgliedern im Alter zwischen 16 und 17 Jahren geplant sei. Ursprünglich sollte die Gruppe Mitte 2024 debütieren, das Debüt wurde jedoch auf die erste Jahreshälfte 2025 verschoben. Beim Konzert „Oh My Land“ ihrer Schwestergruppe Oh My Girl am 25. November 2023 traten die möglichen USPEER-Mitglieder als Background-Tänzerinnen auf.
Am 24. März 2025 startete WM Entertainment die offiziellen Social-Media-Accounts ihrer neuen Girlgroup USPEER und veröffentlichte über ihre Social-Media-Kanäle ein animiertes Logo-Video für die neue Gruppe.
Am 26. März 2025 veröffentlichte USPEER über ihr offizielles soziales Netzwerk ein Poster „USPEER RUN UP!“. Die auf dem Poster dargestellten 14 Schuhabdrücke sind ein erster Hinweis auf die Anzahl der Mitglieder. Mit diesem Poster wurde bekannt gegeben, dass die Girlgroup mit ihrer eigenen Reality-Show „Run Up!“ vorgestellt und die 10-teilige Show vom 3. April bis 5. Juni 2025 jeden Donnerstag um 20:00 Uhr (KST) auf dem offiziellen YouTube-Kanal des Unternehmens ausgestrahlt würde.
WM Entertainment veröffentlichte auf den YouTube-Kanälen USPEER OFFICIAL und WM TRAINEE INFO am 27. März 2025 ein Teaser-Video zur neuen Girlgroup. Das Video endet mit der Ansicht der Rücken der sieben Mitglieder, gefolgt von den Worten „WM GIRL-GROUP DRAFT COMING SOON“ (deutsch: Das Konzept der WM-Girlgroup erscheint bald). Am 31. März wurde auf Instagram ein weiteres Poster veröffentlicht. Das Poster zeigt nummerierte Trikots und erstmals die Namen der Mitglieder.
Am 3. April startete „Run Up!“ mit Episode 1 unter dem Motto „WM New Girl Group Draft D-DAY“ (deutsch: WMs neues Girlgroup-Konzept – Tag X). Die Show wurde von Oh My Girls Teamleader Hyojung moderiert. Die einzelnen Mitglieder wurden in der Reihenfolge SiAn, SeoYu, DaOn, Roa, ChaeNa, SoEe und YeoWon vorgestellt. Danach erfuhren die Mitglieder ihren Gruppennamen USPEER und im Anschluss wurde YeoWon als Teamleiter gewählt. In Episode 2 und 3 hatten die Mitglieder die Aufgabe, das Musikvideo ParadoXXX Invasion von Enhypen in ein eigenes Video umzusetzen. Aus dieser Aufgabe entstand ein eigenständiges Performance-Video. Episode 4 berichtete vom gemeinsamen Einzug der Mitglieder in ein Wohnheim-Apartment. Die fünfte und sechste Episode mit dem Titel „USPEER 1st Training Camp“ wurden von Seunghee (Oh My Girl) und Heechul (Super Junior) moderiert. Als Trainingseinheiten wurden „Challenge King“, „1-Sekunden-Musikquiz“, „Charakterquiz“ und „Fragt alles“ veranstaltet. In Episode 7 erhielten die Mitglieder die Aufgabe, ein weiteres Musikvideo, Drip von BabyMonster, in ein eigenes Video umzusetzen. Aus dieser Aufgabe entstand das zweite eigenständige Performance-Video. Im Abspann von Episode 7 wurde ein Poster gezeigt, das für den 17. Mai 2025 um 15:00 Uhr eine Guerilla-Aufführung von USPEER im Megabox-Kino in der COEX Mall in Seoul ankündigte. Aus dieser rund 45-minütigen „MEGA STAGE“ vor dem Debüt veröffentlichte WM Entertainment die Performance-Videos Nonstop (Oh My Girl) und Industry Baby (Lil Nas X).
Zu ihrem bevorstehenden Debüt gaben die Mitglieder von USPEER am 15. Mai 2025 im südkoreanischen Lifestyle-Magazin @star1 für die Juni-Ausgabe ein Interview, verbunden mit einer Fotostrecke.
USPEER veröffentlichte am 19. Mai 2025 das erste Bild ihres ersten Single-Albums SPEED ZONE über ihre offiziellen sozialen Netzwerke und kündigte damit ihr Debüt am 4. Juni an. Am 20. Mai 2025 veröffentlichte WM Entertainment die Promotion-Liste zum Countdown des Debüts. Beginnend mit dem SPEED ZONE-Trailer am 21. Mai 2025 folgten am 22. Mai die Konzeptfotos Spot A: Track. Am gleichen Tag erschien „Run Up!“ Episode 8, die die Unternehmungen der Mitglieder an ihrem freien Tag beinhaltete.
Am 23. Mai folgten die Konzeptfotos Spot B: Prep sowie auf YouTube der PREP-Trailer. Die Konzeptfotos Spot C: Plan und der PLAN-Trailer wurden am 26. Mai veröffentlicht. Am 27. Mai wurden die SPEED CLIP-Trailer der einzelnen Mitglieder auf YouTube hochgeladen. WM Entertainment gab am 28. Mai die Tracklist des Single-Albums bekannt und veröffentlichte auf YouTube die Track-Vorschauen.
Am 29. Mai erschien „Run Up!“ Episode 9 mit dem Titel „USPEER Rainy Medical Day“, die kurze spielerische Konditionstests und die Bekanntgabe der Guerilla-Aufführung enthielt. Den Abschluss der Vorbereitungen auf das Debüt bildete die Veröffentlichung des Musikvideo-Teasers ZOOM am 29. Mai.
„Run Up!“ Episode 10 erschien am 5. Juni, einen Tag nach ihrem Debüt. Diese letzte Episode zeigt unter dem Motto „FINAL PRE-GAME D-DAY“ (deutsch: letzter Tag X vor dem Debüt) in einer Zusammenfassung die Vorbereitung und Aufführung der finalen „MEGA STAGE“ am 17. Mai, weitere Vorbereitung auf das Debüt und einen Rückblick auf die „Run Up!“-Episoden.

### 2025: Debüt mitSPEED ZONEund NOL Festival: SBS Gayo Daejeon Summer
Der Name USPEER ist eine Kombination aus US (koreanisch 우리, deutsch: wir) und SPEER (koreanisch 질문하다, 묻다, deutsch: Frage, fragen) und bedeutet „Das Wesen der Welt verstehen, in der wir gemeinsam leben werden, und eine bessere Zukunft schaffen“.
Am 4. Juni 2025 um 18:00 Uhr KST debütierte USPEER offiziell mit dem digitalen Single-Album SPEED ZONE und dem Titelsong ZOOM. Das Musikvideo ZOOM erschien zeitgleich auf YouTube. Im SBS Prism Tower in Mapo-gu, Seoul veranstaltete USPEER zum Debüt am gleichen Tag um 20:00 Uhr KST ein Showcase (Fan-Show) mit dem Titel „IT‘S TIME TO FEEL ALIVE“ und performte die beiden Songs des Single-Albums Telepathy und ZOOM.
Einen Tag später traten sie zum ersten Mal öffentlich in Mnets Musikshow „M Countdown“ auf. Weitere Auftritte folgten am 7. Juni in MBCs „Show! Music Core“, am 8. Juni bei „SBS Inkigayo“, am 10. Juni in der SBS funE-Sendung „The Show“ und am 13. Juni bei KBS2 „Music Bank“. USPEER war außerdem die einzige Girlgroup, die es mit ihrem ersten Single-Album SPEED ZONE in der ersten Juniwoche mit Platz 4 in die TOP 5 der Albumcharts von Hanteo Chart schaffte. In den Circle Chart belegte das Album Platz 6. Weitere Auftritte erfolgten in den Radioprogrammen „Volume Up“ auf KBS Cool FM, „Close Friend Lee Hyun“ auf MBC FM4U und „Two O‘Clock Escape Cultwo Show“ auf SBS Power FM. USPEER veröffentlichte am 17. Juni ein Choreografie-Übungsvideo zum Titelsong ZOOM, mit dem sich die Gruppe in Verbindung mit den vorangegangenen Aktivitäten den Titel „MVP der 5. Generation“ sicherte.
Am 30. Juni wurde mitgeteilt, dass USPEER beim „NOL Festival: SBS Gayo Daejeon Summer“ im KINTEX im Stadtteil Ilsan in Goyang auftreten würde.
Die Performance von USPEER fand am 26. Juli im Line-up des „SBS Gayo Daejeon Summer“ statt. Am 31. Juli wurde das Musikvideo Telepathy veröffentlicht.

## Mitglieder
| Name        | Geburtsname         | Geburtstag (Alter)     | Geburtsort | Position        |
| ----------- | ------------------- | ---------------------- | ---------- | --------------- |
| YeoWon 여원 | Kim Yeo-won 김여원  | 10. April 2006 (19)    | Yeosu      | Team leader Rap |
| SoEe 소이   | Kim So-yeon 김소연  | 11. März 2007 (18)     | Jinju      | Rap             |
| SiAn 시안   | Lee Si-yeon 이시연  | 18. August 2007 (17)   | Gimhae     | Vocal           |
| SeoYu 서유  | Lee Seon-wu 이선우  | 26. November 2007 (17) | Hwaseong   | Dance           |
| DaOn 다온   | Kim Eun-ji 김은지   | 7. Juli 2008 (17)      | Suncheon   | Vocal           |
| ChaeNa 채나 | Han Chae-hee 한채희 | 8. Juni 2009 (16)      | Suncheon   | Vocal           |
| Roa 로아    | Kim Ga-yeon 김가연  | 28. Oktober 2009 (15)  | Anyang     | Vocal           |

## Diskografie

### Single-Alben
| Jahr | Titel Musiklabel                                 | Höchstplatzierung, Gesamtwochen, AuszeichnungChartsChartplatzierungen (Jahr, Titel, Musiklabel, Platzierungen, Wochen, Auszeichnungen, Anmerkungen) | Anmerkungen                        |
| Jahr | Titel Musiklabel                                 | KR | Anmerkungen                        |
| ---- | ------------------------------------------------ | --- | ---------------------------------- |
| 2025 | SPEED ZONE WM Entertainment, Kakao Entertainment | KR6 (2 Wo.)KR | Erstveröffentlichung: 4. Juni 2025 |

## Musikvideos
| Titel                          | Veröffentlichung |
| ------------------------------ | ---------------- |
| ParadoXXX Invasion (Enhypen) a | 17. April 2025   |
| DRIP (BabyMonster) a           | 17. April 2025   |
| Nonstop (Oh My Girl) a         | 24. Mai 2025     |
| Industry Baby (Lil Nas X) a    | 25. Mai 2025     |
| ZOOM                           | 4. Juni 2025     |
| Telepathy                      | 31. Juli 2025    |